# Porsche 944
De Porsche 944 is een sportauto die van 1982 tot 1991 geproduceerd werd door de Duitse autofabrikant Porsche. Hij was bedoeld om de 924 te vervangen. Het was feitelijk ook een sterk gefacelifte versie van dit model; de 944 was moderner, betrouwbaarder en sneller. De 924 werd echter nog tot 1988 als goedkoper alternatief naast de 944-modellen gezet. Het samenwerkingsverbond met Audi bleef in stand bij de ontwikkeling van de 944. Deze auto was het instapmodel van Porsche. Vanaf 1996 werd de Boxster (S) het instapmodel, en in 2005 kwam daar de Cayman (S) bij. Bij de introductie van de 944 in 1982 werden alleen tweedeurs coupe modellen gebouwd, pas in 1989 kwamen de eerste cabrioletversies op de markt. De motor bevond zich voorin, wat voor een Porsche ongebruikelijk was. Mede deze eigenschap zorgde ervoor dat sommige Porsche-liefhebbers de Porsche 944 evenmin als de Porsche 914 en Porsche 924 modellen als geen échte Porsche beschouwden. Desalniettemin werd de 944 een enorm succes voor Porsche in de jaren '80.

## Historie en kenmerken
De 944 werd geïntroduceerd in 1982 met een 2,5 liter vier-in-lijnmotor, waarvan het ontwerp werd gebaseerd op één helft van de V8-motor uit de Porsche 928. Terwijl het ontwerp goed overeenkwam met dat van de V8, waren slechts zeer weinig onderdelen uitwisselbaar. De 944 werd gebaseerd op het vroegere model 924, maar werd gekenmerkt door talrijke veranderingen, zoals de bijgewerkte carrosserie met uitgebouwde wielkasten en achterspoiler, die leek op die van de 924 Turbo. Het interieur was over het algemeen gelijk aan de 924, met uitzondering van de nieuwe schakelaars van de airconditioning. Porsche kreeg ook licentie van de Mitsubishi Motors Corporation voor het gebruik van een trilling-verminderende balansas in de motor van de 944's, ten koste van $8 per geproduceerde motor.
Medio 1985 onderging de 944 zijn eerste significante veranderingen. In het interieur werden de ergonomie en de klimaatregeling verbeterd, en er kwamen een volledig nieuw dashboard en nieuwe deurpanelen. De alternator werd opgewaardeerd van een 90 ampère alternator naar een versie die 115 ampère leverde. Andere veranderingen waren een gewijzigde capaciteit van het oliereservoir, de nieuwe voor en achter gegoten aluminium ophanging, een grotere brandstoftank, optionele verwarmde en elektrisch verstelbare stoelen, een optioneel 10 speaker Porsche HiFi systeem, een vernieuwde startmotor, en revisies in de steun van de aandrijfas om lawaai en trillingen te verminderen. De 'koekjessnijder' wielen van de vroege 944's werden vervangen door een nieuw model lichtmetaal ook wel bekend als 'telefoonwijzerplaat'. Auto's met deze nieuwe aanpassingen werden in 1985 ook wel aangeduid als "1985B" of "1985 1/2" modellen.
In 1985 introduceerde Porsche de 944 Turbo, een hoog-prestatiesvariant, die intern als 951, en als 952 voor de uitvoering met rechts stuur bekend was. Dit model had een turbocharger en een intercooler versie van de standaardmotor die 220 pk (217 in de V.S.) bij 6000 t/min opbracht. De Turbo werd gekenmerkt door verscheidene andere veranderingen, zoals een betere aerodynamica, een versterkte versnellingsbak, bredere wielen en een verbeterde vering. Belangrijke veranderingen bij de motor, meer dan dertig over het geheel genomen, werden aangebracht aan de 951 om hogere interne belastingen en hitte te compenseren.
In 1987, werd de 944 S ("Sport") variant geïntroduceerd. Deze had een krachtiger motor, die als eerste gebruik maakte van vier kleppen per cilinderkop in de 944 wat 190 pk uit de 2.5 liter motor haalde. Ook werden in 1987 dubbele airbags en een antiblokkeersysteem geïntroduceerd als opties voor het basismodel. De wielen werden 29 mm verder naar binnen geplaatst (ET waarde van 23 mm naar 52 mm) om ruimte te creëren voor dit nieuwe ABS systeem.
In 1988 introduceerde Porsche de 944 Turbo S. Dit model had een krachtiger motor met 247 pk (in vergelijking met de 220 en 217 pk's van een standaard 944 Turbo. Dit hogere vermogen werd bereikt door een grotere turbohuisvesting aan de uitlaatkant te gebruiken, een herontwikkelde DME/KLR-motorcomputer en grotere natrium-gekoelde uitlaatkleppen. In juni 1988 werd tijdens een wegtest van het blad Car and Driver een acceleratie van 0-100 km/h in 5,5 seconden gemeten.
De vering van de 944 Turbo S werd aanzienlijk verbeterd, met Koni regelbare schokdempers voor en achter, een regelbare rijhoogte vóór, progressieve veren, grotere achtertorsiestaven, en grotere ophangingsbuizen voor en achter. De 944 Turbowielen van de S waren gesmede en vlakgeschuurde 16", gelijkaardig aan die van tijdgenoot 928. De breedte van de banden was 225/50 aan de voorzijde en 245/45 aan de achterzijde. De transmissie van 944 Turbo S had een geharde eerste en tweede versnelling, een externe koeler om de extra kracht aan te kunnen, en een 'limited slip' differentieel. De Turbo S voorremmen kwamen van de Porsche 928 S4, met grotere klauwen en schijven; ABS was ook standaard.
In 1989 verviel de benaming 'S' bij de 944 Turbo S, en alle 944 Turbo's kregen het pakket van de 'S' als standaarduitrusting. De cilinderinhoud van de 944's werd verhoogd tot 2,7 liter. In 1989 werd ook het jaar van de introductie van de 944S2, waarin een 208 pk sterke motor huisde van 3,0 liter, de grootste viercilinder van die tijd. De 944S2 had dezelfde afgeronde neus en een achterspoiler als op het Turbo model werd gevonden. De S2 was nu ook beschikbaar als cabriolet, als eerste in de lijn van de 944.
In 1990 viel het doek voor het basismodel met de 2,7 liter motor.
In februari 1991 introduceerde Porsche de Turbo cabriolet, die het 250 pk motorblok van de Turbo met een cabriolet carrosserie combineerde. Porsche kondigde aanvankelijk aan dat de oplage tot 500 stuks beperkt zou blijven, maar uiteindelijk werden er 625 exemplaren van gebouwd, waarvan er 110 stuks voor de Engelse markt bestemd waren (met het stuur rechts). Van de Turbo cabriolet werd geen enkel exemplaar naar Amerika geëxporteerd.

## Het einde
Begin 1990 begonnen de ingenieurs van Porsche te werken aan wat zij de derde evolutie van 944 noemden, de S3. Er werden zoveel delen veranderd dat er een bijna volledig nieuw voertuig was ontstaan: een drieliter motor met Variocam goed voor 245 pk, andere neus, met koplampen die op die van de 928 leken, alsook een andere achterkant en ophanging. Porsche veranderde daarom de typeaanduiding van 944 S3 naar 968, de auto die de 944 volledig zou vervangen. In 1991 viel na negen jaar het doek voor de 944; in 1992 werd de 968 voorgesteld aan het publiek. Dit model werd verkocht naast de Porsche 928 tot 1995, toen beide modellen uit productie werden genomen.

## Productie

### 944
Er zijn 113.070 944's geproduceerd tussen 1982 en 1989, waarvan er 56.921 zijn geëxporteerd naar de Verenigde Staten.
| Modeljaar | Productie | Overige landen | Amerika | Notities  |
| --------- | --------- | -------------- | ------- | --------- |
| 1982      | 3.921     | 3.921          |         |           |
| 1983      | 14.633    | 9.127          | 5.506   |           |
| 1984      | 26.539    | 9.921          | 16.618  |           |
| 1985      | 23.720    | 17.553         | 6.167   |           |
| 1986      | 17.010    | 6.109          | 10.901  |           |
| 1987      | 10.689    | 2.343          | 8.346   |           |
| 1988      | 5.965     | 2.226          | 3.731   | 8 to Aus. |
| 1989      | 10.593    | 4.941          | 5.652   |           |
| Totaal    | 113.070   | 56.141         | 56.921  |           |

### 944 Turbo (951)
Er zijn totaal 25.107 944 Turbos gemaakt, waarvan er 14.235 geëxporteerd zijn naar Amerika.
| Modeljaar | Productie | Overige landen | Amerika       | Notities                |
| --------- | --------- | -------------- | ------------- | ----------------------- |
| 1985      | 178       | 178            |               |                         |
| 1986      | 10.273    | 2.760          | 7.513         |                         |
| 1987      | 4.955     | 1.546 + 188 SP | 3.210 + 11 SP |                         |
| 1988      | 4.097*    | 1.875 + 94 SP  | 1.874 + 98 SP | 126 SP Can., 30 SP Aus. |
| 1989      | 4.103     | 1.333          | 1.385         | 1.385 Can.              |
| 1990      | 1.251     | 1.107          | 144           |                         |
| 1991      | 875~      | 875            |               |                         |
| Totaal    | 25.107    | 9.331          | 14.235        | 30 Aus, 1.511 Can.      |

- Inclusief 1.000 Turbo S modellen

~ Inclusief 625 Turbo Cabriolets. Een andere bron, het artikel van Jerry Sloniger's in een artikel van Oktober 1991 in het blad Excelence, wijst erop dat de fabriek 525 Turbo Cabriolets bouwde, waarvan er 255 werden uitgevoerd naar markten buiten Duitsland.
"SP" staat voor de optie 'Sport Package'.

### 944S
Er werden totaal 12.936 944S's gemaakt in 1987 en 1988, waarvan er 8.688 geëxporteerd werden naar Amerika.
| Modeljaar | Productie | Overige landen | Amerika | Notities            |
| --------- | --------- | -------------- | ------- | ------------------- |
| 1987      | 5.862     | 2.635          | 3.127   | 100 SP              |
| 1988      | 7.074     | 1305           | 5.562   | 20 Aus, 188 SP Can. |
| Totaal    | 12.936    | 4.040          | 8.688   | 20 Aus, 188 Can.    |

### 944S2
Er werden minstens 6.439 944S2s geproduceerd tussen 1989 en 1991, waarvan er 1.929 geëxporteerd werden naar Amerika. Er werden 5.640 944S2 cabriolets in deze jaren geproduceerd, waarvan 2,402 voor export naar Amerika.
| Modeljaar | Productie | Overige landen | Amerika | Notities |
| --------- | --------- | -------------- | ------- | -------- |
| 1989      | ?         | ?              | 970     |          |
| 1990      | 3.321     | 2.872          | 449     |          |
| 1991      | 3.118     | 2.608          | 510     |          |
| Totaal    |           |                | 1.929   |          |

### 944S2 Cabriolet
| Modeljaar | Productie | Overige landen | Amerika | Notities |
| --------- | --------- | -------------- | ------- | -------- |
| 1989      | ?         | ?              | 16      |          |
| 1990      | 3.938     | 2.114          | 1.824   |          |
| 1991      | 1.702     | 1.140          | 562     |          |
| Totaal    |           |                | 2.402   |          |

### 944 Special Editions
| Modeljaar | Type              | Productie | Notities                                  |
| --------- | ----------------- | --------- | ----------------------------------------- |
| 1981      | 944 GTP/R Le Mans | 1         |                                           |
| 1986-1989 | 944 Turbo Cup     |           | chassisnummers op einde van 1501 tot 1700 |